# 川西村 (大阪府)
川西村（かわにしむら）は、大阪府南河内郡にあった村。現在の富田林市の北西部、近鉄長野線・川西駅の周辺から北西一帯、概ね金剛ニュータウンの周辺にあたる。本項では発足時の名称である廿山村（つづやまむら）についても述べる。

## 地理
- 河川 ： 石川

## 歴史
- 1889年（明治22年）4月1日 - 町村制の施行により、錦部郡新家村・甲田村・廿山村・加太新田の区域をもって廿山村が発足。
- 1896年（明治29年）4月1日 - 所属郡が南河内郡に変更。
- 1899年（明治32年）3月30日 - 廿山村が改称して川西村となる。
- 1942年（昭和17年）4月1日 - 富田林町・新堂村・喜志村・大伴村・錦郡村・彼方村と合併し、改めて富田林町が発足。同日川西村廃止。

## 交通

### 鉄道路線
- 大阪鉄道
  - 長野線（現・近鉄長野線）
    - 川西駅

南海高野線の金剛駅も至近に所在。

## 名所・旧跡・観光スポット・祭事・催事
- 錦織神社